# Supercopa de Futsal Femenino AFA
La Supercopa de Futsal Femenino AFA es la competición que inicia la temporada del fútbol sala en Argentina. Participan las campeonas de 1ª División más las campeonas de todas las divisiones de ascenso del Campeonato de Futsal AFA, las campeonas de la Copa de Oro y las de la Copa de Plata, las campeonas de la Copa Argentina de Futsal, las campeonas de la Supercopa de la temporada anterior y las semifinalistas de la 1ª División. En caso de que se repita algún campeón, la plaza restante ira para el campeón de la Copa de Oro del año anterior.

## Forma de disputa
La Copa se juega con el formato de eliminación directa a partido en el mismo estadio.

## Historial
| Año  | Lugar              | Campeón            | Subcampeón         |
| ---- | ------------------ | ------------------ | ------------------ |
| 2017 | Ferro Carril Oeste | Racing Club        | Comunicaciones     |
| 2018 | Ferro Carril Oeste | Kimberley          | Sportivo Barracas  |
| 2019 | Ferro Carril Oeste | San Lorenzo        | Kimberley          |
| 2020 | Ferro Carril Oeste | Ferro Carril Oeste | Racing Club        |
| 2021 | San Lorenzo        | San Lorenzo        | Ferro Carril Oeste |
| 2022 | Hurlingham         | Racing Club        | San Lorenzo        |
| 2023 | Lomas de Zamora    | Estudiantes        | San Lorenzo        |
| 2025 | San Lorenzo        | All Boys           | Racing Club        |

### Títulos por club
| Equipo             | Títulos | Subtítulos | Años campeón | Años subcampeón |
| ------------------ | ------- | ---------- | ------------ | --------------- |
| San Lorenzo        | 2       | 2          | 2019, 2021   | 2022,2023       |
| Racing Club        | 2       | 1          | 2017, 2022   | 2020            |
| Kimberley          | 1       | 1          | 2018         | 2019            |
| Ferro Carril Oeste | 1       | 1          | 2020         | 2021            |
| Estudiantes        | 1       | 0          | 2023         |                 |
| All Boys           | 1       | 0          | 2025         |                 |
| Comunicaciones     | 0       | 1          | 2017         |                 |
| Sportivo Barracas  | 0       | 1          | 2018         |                 |